# Afroepitriptus
Afroepitriptus is een vliegengeslacht uit de familie van de roofvliegen (Asilidae).

## Soorten
- A. beckeri Lehr, 1992